# Nordische Skiweltmeisterschaften 1989/Nordische Kombination Männer

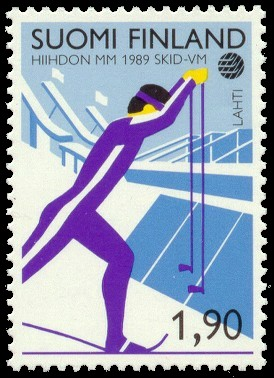
Finnische Briefmarke zu den Nordischen Skiweltmeisterschaften 1989

Bei den Nordischen Skiweltmeisterschaften 1989, die im finnischen Lahti, ausgetragen wurden, gab es wieder zwei Wettbewerbe in der Nordischen Kombination.

## Wettbewerbe
Im WM-Programm gab es gegenüber den Weltmeisterschaften der letzten Jahre keine Änderungen. Fest zum Angebot gehörten der Einzel- und der Teamwettbewerb. In beiden Disziplinen kam im Langlauf die Gundersen-Methode zur Anwendung.
Jede Mannschaft im Teamwettbewerb bestand aus drei Teilnehmern. Sowohl im Team- als auch im Einzelwettbewerb hatten die Teilnehmer in der ersten Teildisziplin, dem Springen (Normalschanze K-90), drei Sprünge, von denen die jeweils beiden besten gewertet wurden. Der Langlauf bzw. die Staffel wurden am jeweils darauffolgenden Tag durchgeführt. Im Einzelwettbewerb gab es wie üblich ein Rennen über fünfzehn Kilometer. Zur 3 × 10-km-Staffel im Teamwettbewerb gehörten die jeweils drei Wettbewerber aus dem Springen.

## Sportliche Erfolge
Die weitaus stärkste Mannschaften war hier wieder das Team aus Norwegen. Nur eine der vier möglichen Medaillen je Nation ging nicht nach Norwegen. Dabei handelte es sich um Einzel-Silber, das der sowjetische Kombinierer Andrei Dundukow eroberte. Der Norweger Trond Einar Elden gewann die Einzelwertung vor Andrei Dundukow und Trond-Arne Bredesen, ebenfalls aus Norwegen. Den Teamwettbewerb gewann Norwegen vor der Schweiz und der DDR.

## Legende
Kurze Übersicht zur Bedeutung der Symbolik – so üblicherweise auch in sonstigen Veröffentlichungen verwendet:
| DNF | Wettkampf nicht beendet (did not finish) |
| DNS | nicht am Start (did not start)           |
| *   | Sprung als gestürzt gewertet             |
| ¤   | im Wettbewerb nicht zählend              |

## Medaillenspiegel
| Platz | Nation      | Gold | Silber | Bronze | Gesamt |
| ----- | ----------- | ---- | ------ | ------ | ------ |
| 1     | Norwegen    | 2    | 0      | 1      | 3      |
| 2     | Schweiz     | 0    | 1      | 0      | 1      |
| 2     | Sowjetunion | 0    | 1      | 0      | 1      |
| 4     | DDR         | 0    | 0      | 1      | 1      |

| Platz | Sportler            | Gold | Silber | Bronze | Gesamt |
| ----- | ------------------- | ---- | ------ | ------ | ------ |
| 1     | Trond Einar Elden   | 2    | 0      | 0      | 2      |
| 2     | Trond Arne Bredesen | 1    | 0      | 1      | 2      |
| 3     | Bård Jørgen Elden   | 1    | 0      | 0      | 0      |
| 4     | Andrei Dundukow     | 0    | 1      | 0      | 1      |
| 4     | Fredy Glanzmann     | 0    | 1      | 0      | 1      |
| 4     | Hippolyt Kempf      | 0    | 1      | 0      | 1      |
| 4     | Andreas Schaad      | 0    | 1      | 0      | 1      |
| 8     | Thomas Abratis      | 0    | 0      | 1      | 1      |
| 8     | Bernd Blechschmidt  | 0    | 0      | 1      | 1      |
| 8     | Ralph Leonhardt     | 0    | 0      | 1      | 1      |

## Resultate

### Einzel (Normalschanze/15 km)
Weltmeister 1987:  Torbjørn Løkken
Weltmeister 1988:  Hippolyt Kempf
Datum:
Springen: 18. Februar 1989
Langlauf: 19. Februar 1989
Teilnehmer: 46 gestartet; 40 gewertet
| Platz | Sportler            | Land             | Springen  | Springen           | Springen | Springen | Springen         | Langlauf   | Langlauf | Langlauf          | Langlauf         |
| Platz | Sportler            | Land             | Start Nr. | Weiten [m]         | Punkte   | Rang     | StartDiff. [min] | Zeit [min] | Rang     | Zeit Finish [min] | Zeit Diff. [min] |
| ----- | ------------------- | ---------------- | --------- | ------------------ | -------- | -------- | ---------------- | ---------- | -------- | ----------------- | ---------------- |
| 1     | Trond Einar Elden   | Norwegen         | 30        | 83,0 / 85,0 / 84,5 | 222,6    | 1        | 0:00             | 37:10,7    | 3        | 37:10,7           | 0:00,0           |
| 2     | Andrei Dundukow     | Sowjetunion      | 24        | 83,5 / 80,0 / 81,5 | 215,1    | 3        | 0:50             | 39:00,6    | 22       | 39:50,6           | 2:39,9           |
| 3     | Trond Arne Bredesen | Norwegen         | 33        | 79,5 / 81,5 / 81,5 | 205,7    | 9        | 1:52             | 38:23,0    | 15       | 40:15,0           | 3:04,3           |
| 4     | Hippolyt Kempf      | Schweiz          | 32        | 77,5 / 82,5 / 80,0 | 200,1    | 14       | 2:30             | 38:10,3    | 14       | 40:40,3           | 3:29,6           |
| 5     | Miroslav Kopal      | Tschechoslowakei | 25        | 78,0 / 79,5 / 79,0 | 197,1    | 15       | 2:50             | 38:08,8    | 13       | 40:58,8           | 3:48,1           |
| 5     | Jyri Pelkonen       | Finnland         | 11        | 81,0 / 77,5 / 80,5 | 210,5    | 6        | 1:20             | 39:39,0    | 26       | 40:59,0           | 3:48,3           |
| 7     | Thomas Abratis      | DDR              | 20        | 80,5 / 81,5 / 83,5 | 211,5    | 4        | 1:14             | 39:53,9    | 29       | 41:07,9           | 3:57,2           |
| 8     | Allar Levandi       | Sowjetunion      | 40        | 77,5 / 79,5 / 79,5 | 193,8    | 20       | 3:12             | 37:56,2    | 11       | 41:08,2           | 3:57,5           |
| 9     | Thomas Müller       | BR Deutschland   | 8         | 77,5 / 78,5 / 78,0 | 193,4    | 23       | 3:14             | 37:55,0    | 10       | 41:09,0           | 3:58,3           |
| 10    | Klaus Ofner         | Österreich       | 31        | 82,5 / 83,0 / 85,5 | 211,4    | 5        | 1:14             | 40:00,6    | 30       | 41:14,6           | 4:03,9           |
| 11    | Sergej Zavjalow     | Sowjetunion      | 16        | 76,0 / 76,0 / 77,5 | 186,2    | 29       | 4:02             | 37:13,2    | 4        | 41:15,2           | 4:04,5           |
| 12    | Sylvain Guillaume   | Frankreich       | 6         | 81,0 / 74,5 / 79,0 | 197,1    | 15       | 2:50             | 38:28,1    | 17       | 41:18,1           | 4:07,4           |
| 13    | Jukka Ylipulli      | Finnland         | 41        | 81,5 / 85,5 / 83,0 | 222,0    | 2        | 0:04             | 41:20,9    | 37       | 41:24,9           | 4:14,2           |
| 14    | Bård Jørgen Elden   | Norwegen         | 12        | 75,0 / 76,5 / 75,0 | 174,0    | 38       | 5:24             | 36:07,3    | 1        | 41:31,3           | 4:20,6           |
| 15    | Klaus Sulzenbacher  | Österreich       | 35        | 79,5 / 80,0 / 79,0 | 201,7    | 11       | 2:19             | 39:14,8    | 24       | 41:31,8           | 4:23,1           |
| 16    | František Řepka     | Tschechoslowakei | 17        | 75,5 / 74,0 / 75,0 | 178,4    | 33       | 4:54             | 36:40,1    | 2        | 41:32,1           | 4:23,4           |
| 17    | Pasi Saapunki       | Finnland         | 1         | 77,5 / 75,5 / 79,0 | 194,0    | 19       | 3:10             | 38:41,2    | 18       | 41:51,2           | 4:40,5           |
| 18    | Günter Csar         | Österreich       | 9         | 82,0 / 79,5 / 77,5 | 209,5    | 8        | 1:27             | 40:31,9    | 32       | 41:58,9           | 4:48,2           |
| 19    | Sami Leinonen       | Finnland         | 29        | 80,0 / 78,0 / 80,0 | 202,6    | 10       | 2:13             | 39:48,2    | 28       | 42:01,2           | 4:50,5           |
| 20    | Xavier Girard       | Frankreich       | 18        | 79,5 / 77,5 / 80,0 | 190,3    | 24       | 3:35             | 38:26,3    | 16       | 42:01,3           | 4:50,6           |
| 21    | Thomas Dufter       | BR Deutschland   | 4         | 79,0 / 76,0 / 79,5 | 193,7    | 21       | 3:12             | 38:54,9    | 20       | 42:06,9           | 4:56,2           |
| 21    | Stanisław Ustupski  | Polen            | 38        | 76,0 / 76,0 / 75,5 | 179,0    | 32       | 4:50             | 37:17,9    | 6        | 42:07,9           | 4:57,2           |
| 23    | Francis Repellin    | Frankreich       | 42        | 80,5 / 81,5 / 80,5 | 195,3    | 18       | 3:02             | 39:09,2    | 23       | 42:11,2           | 5:00,5           |
| 24    | Knut Tore Apeland   | Norwegen         | 7         | 70,0 / 76,5 / 75,0 | 177,8    | 34       | 4:58             | 37:16,0    | 5        | 42:14,0           | 5:03,3           |
| 25    | Fredy Glanzmann     | Schweiz          | 10        | 74,5 / 79,5 / 75,0 | 181,5    | 30       | 4:34             | 37:52,9    | 9        | 42:26,9           | 5:16,2           |
| 26    | Michal Pustejovski  | Tschechoslowakei | 2         | 78,5 / 80,5 / 79,0 | 196,5    | 17       | 2:54             | 39:37,0    | 25       | 42:31,0           | 5:20,3           |
| 27    | Hideki Miyazaki     | Japan            | 37        | 76,0 / 77,5 / 80,5 | 188,0    | 27       | 3:50             | 38:41,6    | 19       | 42:31,6           | 5:20,9           |
| 28    | Bernd Blechschmidt  | DDR              | 39        | 76,5 / 76,5 / 77,5 | 188,5    | 26       | 3:47             | 38:55,8    | 21       | 42:42,8           | 5:32,1           |
| 29    | Jaroslav Kerda      | Tschechoslowakei | 36        | 79,5 / 78,0 / 81,5 | 201,7    | 11       | 2:19             | 40:39,0    | 34       | 42:58,0           | 5:47,3           |
| 30    | Andreas Schaad      | Schweiz          | 21        | 75,5 / 74,5 / 77,0 | 174,3    | 37       | 5:20             | 37:39,5    | 7        | 42:59,5           | 5:48,8           |
| 31    | Wassili Sawin       | Sowjetunion      | 4         | 75,0 / 76,0 / 73,5 | 176,2    | 36       | 5:09             | 37:51,4    | 8        | 43:00,4           | 5:49,7           |
| 31    | Markus Platzer      | Österreich       | 3         | 82,0 / 81,5 / 82,0 | 210,5    | 6        | 1:20             | 42:05,0    | 41       | 43:25,0           | 6:14,3           |
| 33    | Toshiaki Maruyama   | Japan            | 22        | 77,5 / 72,0 / 77,0 | 189,3    | 25       | 3:42             | 40:04,7    | 31       | 43:46,7           | 6:36,0           |
| 34    | Fabrice Guy         | Frankreich       | 19        | 73,5 / 75,5 / 75,5 | 168,0    | 41       | 6:04             | 37:58,6    | 12       | 44:02,6           | 6:51,9           |
| 35    | Hubert Schwarz      | BR Deutschland   | 34        | 74,5 / 82,5 / 80,0 | 200,4    | 13       | 2:28             | 41:44,1    | 39       | 44:12,1           | 7:01,4           |
| 36    | Roman Groński       | Polen            | 26        | 81,0 / 81,5 / 81,5 | 193,7    | 21       | 3:12             | 41:26,7    | 38       | 44:38,7           | 7:28,0           |
| 37    | Hans-Peter Pohl     | BR Deutschland   | 28        | 75,0 / 77,0 / 76,0 | 181,3    | 31       | 4:35             | 40:33,3    | 33       | 45:08,3           | 7:57,6           |
| 38    | Kazuoki Kodama      | Japan            | 13        | 74,5 / 77,0 / 74,5 | 173,5    | 39       | 5:27             | 39:41,6    | 27       | 45:08,6           | 7:57,9           |
| 93    | Göran Andersson     | Schweden         | 23        | 77,0 / 75,0 / 74,5 | 173,3    | 40       | 5:28             | 40:43,3    | 35       | 46:11,3           | 9:00,6           |
| 40    | Joe Holland         | USA              | 43        | 77,5 / 75,0 / 71,0 | 177,1    | 35       | 5:03             | 42:01,0    | 40       | 47:04,0           | 9:53,3           |
| 41    | Stefan Späni        | Schweiz          | 5         | 74,5 / 73,5 / 69,5 | 166,9    | 43       | 6:11             | 40:55,4    | 36       | 47:06,4           | 9:55,7           |
| 42    | Dan Omeara          | USA              | 27        | 74,0 / 74,5 / 76,0 | 167,1    | 42       | 6:10             | 42:58,5    | 42       | 48:58,5           | 11:47,8          |
| DNF   | Ralph Leonhardt     | DDR              | 15        | 75,5 / 78,5 / 78,0 | 186,3    | 28       | 4:02             | DNS        | DNS      | DNS               | DNS              |

### Team (Normalschanze K 90/3 × 10 km)
Weltmeister 1987:  BR Deutschland (Hermann Weinbuch, Hans-Peter Pohl, Thomas Müller)

Olympiasieger 1988:  BR Deutschland (Thomas Müller, Hans-Peter Pohl, Hubert Schwarz)
Datum:
Springen: 23. Februar 1989
Staffel: 24. Februar 1989
| Platz | Land             | Sportler                                                | Springen          | Springen    | Springen  | Springen          | Staffel                 | Staffel         | Staffel          |
| Platz | Land             | Sportler                                                | Punkte Teiln.     | Punkte Team | Rang Team | Start Diff. [min] | Etappenzeit [min]       | Zeit Finish [h] | Zeit Diff. [min] |
| ----- | ---------------- | ------------------------------------------------------- | ----------------- | ----------- | --------- | ----------------- | ----------------------- | --------------- | ---------------- |
| 1     | Norwegen         | Trond Einar Elden Trond Arne Bredesen Bård Jørgen Elden | 213,2 194,0 185,4 | 592,6       | 4         | 3:03              | 26:55,3 27:35,4 26:48,0 | 1:24:21,7       | 0:00,0           |
| 2     | Schweiz          | Andreas Schaad Hippolyt Kempf Fredy Glanzmann           | 202,1 210,3 170,4 | 582,8       | 7         | 3:52              | 27:33,8 27:44,1 26:56,1 | 1:26:06,6       | 1:44,3           |
| 3     | DDR              | Ralph Leonhardt Bernd Blechschmidt Thomas Abratis       | 190,7 196,7 215,3 | 602,7       | 3         | 2:12              | 28:14,9 28:40,4 27:02,8 | 1:26:10,1       | 1:48,4           |
| 4     | Sowjetunion      | Allar Levandi Andrei Dundukow Sergej Zavjalow           | 202,5 222,9 177,5 | 602,9       | 2         | 2:11              | 28:53,4 28:07,1 27:22,0 | 1:26:33,5       | 2:11,8           |
| 5     | Österreich       | Günter Csar Klaus Ofner Klaus Sulzenbacher              | 205,8 209,2 214,2 | 629,2       | 1         | 0:00              | 30:10,1 29:27,1 28:21,0 | 1:27:58,2       | 3:36,5           |
| 6     | Tschechoslowakei | Jaroslav Kerda Miroslav Kopal František Řepka           | 203,3 202,9 179,8 | 586,0       | 5         | 3:36              | 29:49,2 28:13,5 27:04,6 | 1:28:43,3       | 4:21,6           |
| 7     | BR Deutschland   | Thomas Müller Hubert Schwarz Thomas Dufter              | 186,1 204,2 191,7 | 582,0       | 8         | 3:56              | 27:38,4 29:07,3 28:28,4 | 1:29:10,1       | 4:48,4           |
| 8     | Finnland         | Jukka Ylipulli Sami Leinonen Jyri Pelkonen              | 216,4 178,6 181,0 | 576,0       | 9         | 4:26              | 29:04,1 28:08,4 27:45,2 | 1:29:23,7       | 5:02,0           |
| 9     | Frankreich       | Francis Repellin Xavier Girard Sylvain Guillaume        | 197,9 214,5 172,0 | 584,4       | 6         | 3:44              | 28:51,8 28:24,3 28:24,4 | 1:29:24,5       | 5:02,8           |
| 10    | Japan            | Kazuoki Kodama Hideki Miyazaki Toshiaki Maruyama        | 183,4 179,7 176,6 | 539,7       | 10        | 7:27              | 29:19,4 28:11,2 29:10,1 | 1:34:07,7       | 9:46,0           |

### Teilergebnis Springen Team Normalschanze K90
Datum: 23. Februar 1989
| Platz | Startnr. | Land             | Sportler                                                | Teilnehmer                                                     | Teilnehmer                                                                 | Team   | Team             |
| Platz | Startnr. | Land             | Sportler                                                | Weiten [m]                                                     | Punkte                                                                     | Punkte | Zeit Diff. [min] |
| ----- | -------- | ---------------- | ------------------------------------------------------- | -------------------------------------------------------------- | -------------------------------------------------------------------------- | ------ | ---------------- |
| 1     | 7        | Österreich       | Günter Csar Klaus Ofner Klaus Sulzenbacher              | 84,5 / 83,50 / 80,00 85,5 / 87,0* / 84,00 87,0 / 82,50 / 80,00 | 104,00 / 101,80 / 097,7¤ 104,10 / 078,9¤ / 105,10 113,50 / 100,70 / 100,2¤ | 629,2  | 0:00             |
| 2     | 8        | Sowjetunion      | Andrei Dundukow Sergej Zavjalow Allar Levandi           | 87,0 / 87,00 / 83,50 78,0 / 75,50 / 79,50 76,5 / 81,50 / 82,00 | 112,00 / 110,90 / 105,8¤ 085,10 / 082,0¤ / 092,40 87,2¤ / 097,60 / 104,90  | 602,9  | 2:11             |
| 3     | 5        | DDR              | Ralph Leonhardt Bernd Blechschmidt Thomas Abratis       | 80,5 / 80,50 / 79,00 80,0 / 82,00 / 72,50 79,5 / 86,00 / 85,50 | 096,10 / 088,5¤ / 094,60 96,80 / 099,90 / 079,2¤ 088,5¤ / 105,30 / 110,00  | 602,7  | 2:12             |
| 4     | 9        | Norwegen         | Bård Jørgen Elden Trond Einar Elden Trond Arne Bredesen | 78,5 / 80,50 / 79,50 84,5 / 87,50 / 82,00 76,5 / 82,00 / 79,00 | 087,9¤ / 092,00 / 093,40 105,50 / 107,70 / 101,9¤ 087,2¤ / 097,90 / 096,10 | 592,6  | 3:03             |
| 5     | 2        | Tschechoslowakei | František Řepka Miroslav Kopal Jaroslav Kerda           | 77,0 / 78,50 / 73,50 78,0 / 84,50 / 80,50 80,5 / 84,00 / 82,50 | 089,50 / 090,30 / 083,3¤ 091,6¤ / 103,40 / 099,50 96,1¤ / 102,60 / 100,70  | 586,0  | 3:36             |
| 6     | 1        | Frankreich       | Sylvain Guillaume Xavier Girard Francis Repellin        | 76,0 / 79,00 / 78,0* 87,0 / 88,00 / 81,50 81,5 / 80,00 / 82,50 | 083,40 / 088,60 / 062,0¤ 107,00 / 107,50 / 095,6¤ 094,70 / 087,2¤ / 103,20 | 584,4  | 3:44             |
| 7     | 6        | Schweiz          | Fredy Glanzmann Andreas Schaad Hippolyt Kempf           | 76,5 / 77,50 / 74,00 81,5 / 84,50 / 74,00 83,0 / 87,50 / 76,50 | 085,70 /0 84,70 / 081,6¤ 098,70 / 103,40 / 082,1¤ 101,60 / 108,70 / 089,1¤ | 582,8  | 3:52             |
| 8     | 10       | BR Deutschland   | Thomas Müller Thomas Dufter Hubert Schwarz              | 76,5 / 78,50 / 78,50 81,0 / 81,00 / 76,50 82,0 / 76,00 / 82,50 | 088,2¤ / 091,30 / 094,80 97,40 / 094,30 / 087,6¤ 099,50 / 084,8¤ / 104,70  | 582,0  | 3:56             |
| 9     | 4        | Finnland         | Sami Leinonen Jyri Pelkonen Jukka Ylipulli              | 77,0 / 78,50 / 76,00 76,5 / 81,00 / 73,00 83,5 / 86,50 / 83,50 | 088,0¤ / 089,30 / 089,30 87,70 / 093,30 / 079,5¤ 102,4¤ / 109,60 / 106,80  | 576,0  | 4:26             |
| 10    | 3        | Japan            | Kazuoki Kodama Hideki Miyazaki Toshiaki Maruyama        | 85,0 / 76,50 / 75,50 76,5 / 79,50 / 76,00 78,0 / 78,00 / 72,00 | 101,80 / 081,60 / 081,0¤ 086,2¤ / 091,40 / 088,30 90,10 / 086,50 / 078,9¤  | 539,7  | 7:27             |

### Teildisziplin Team 3 × 10 km Staffel
Datum: 24. Februar 1989
| Platz | Startnr. | Land             | Sportler                                                | Start Diff. Team [min] | Etappenzeit Teiln. [min] | Kumulierte Zeit [h]           | Zeit Diff. [min]     |
| ----- | -------- | ---------------- | ------------------------------------------------------- | ---------------------- | ------------------------ | ----------------------------- | -------------------- |
| 1     | 4        | Norwegen         | Trond Einar Elden Trond Arne Bredesen Bård Jørgen Elden | 3:03                   | 26:55,3 27:35,4 26:48,0  | 0:29:58,3 0:57:33,7 1:24:21,7 | 0:00,0               |
| 2     | 7        | Schweiz          | Andreas Schaad Hippolyt Kempf Fredy Glanzmann           | 3:52                   | 27:33,8 27:44,1 26:56,1  | 0:31:25,8 0:59:09,9 1:26:06,6 | 1:27,5 1:36,2 1:44,3 |
| 3     | 3        | DDR              | Ralph Leonhardt Bernd Blechschmidt Thomas Abratis       | 2:12                   | 28:14,9 28:40,4 27:02,8  | 0:30:26,9 0:59:07,3 1:26:10,1 | 0:28,6 1:33,6 1:48,4 |
| 4     | 2        | Sowjetunion      | Allar Levandi Andrei Dundukow Sergej Zavjalow           | 2:11                   | 28:53,4 28:07,1 27:22,0  | 0:31:04,4 0:59:11,5 1:26:33,5 | 1:06,1 1:37,8 2:11,8 |
| 5     | 1        | Österreich       | Günter Csar Klaus Ofner Klaus Sulzenbacher              | 0:00                   | 30:10,1 29:27,1 28:21,0  | 0:30:10,1 0:59:37,2 1:27:58,2 | 0:11,8 2:03,5 3:36,5 |
| 6     | 5        | Tschechoslowakei | Jaroslav Kerda Miroslav Kopal František Řepka           | 3:36                   | 29:49,2 28:13,5 27:04,6  | 0:33:25,2 1:01:38,7 1:28:43,3 | 3:26,9 4:05,0 4:21,6 |
| 7     | 8        | BR Deutschland   | Thomas Müller Hubert Schwarz Thomas Dufter              | 3:56                   | 27:38,4 29:07,3 28:28,4  | 0:31:34,4 1:00:41,7 1:29:10,1 | 1:36,1 3:08,0 4:48,4 |
| 8     | 9        | Finnland         | Jukka Ylipulli Sami Leinonen Jyri Pelkonen              | 4:26                   | 29:04,1 28:08,4 27:45,2  | 0:33:30,1 1:01:38,5 1:29:23,7 | 3:31,8 4:04,8 5:02,0 |
| 9     | 6        | Frankreich       | Francis Repellin Xavier Girard Sylvain Guillaume        | 3:44                   | 28:51,8 28:24,3 28:24,4  | 0:32:35,8 1:01:00,1 1:29:24,5 | 2:37,5 3:26,4 5:02,8 |
| 10    | 10       | Japan            | Kazuoki Kodama Hideki Miyazaki Toshiaki Maruyama        | 7:27                   | 29:19,4 28:11,2 29:10,1  | 0:36:46,4 1:04:57,6 1:34:07,7 | 6:48,1 7:23,9 9:46,0 |

## Videolink
- COMBINATA NORDICA MONDIALI DI LAHTI 1989 ELDEN NOR, youtube.com, abgerufen am 6. November 2023